# Arne Feldhusen
Arne Feldhusen (Rendsburg, 1971) è un regista tedesco.

## Filmografia

### Cinema
- Beach Boys – Rette sich wer kann (2003)
- Stromberg – Der Film (2014)
- Vorsicht vor Leuten (2015)
- Magical Mystery oder: Die Rückkehr des Karl Schmidt (2017)
- Buba (2022)

### Televisione
- Ladykracher (2002)
- Stromberg  (2004-2012)
- Zwei Engel für Amor (2006)
- Homicide Hills - Un commissario in campagna (2008)
- Der kleine Mann (2009)
- Der Tatortreiniger (2011-2018)
- Come vendere droga online (in fretta) (2019-)